# Dépôt universitaire de mémoires après soutenance
Pour les articles homonymes, voir Dumas.
DUMAS (Dépôt Universitaire de Mémoires Après Soutenance) est un portail d'archives ouvertes de mémoires d'étudiants à partir de BAC+4, validés par un jury, dans toutes les disciplines. Il propose aussi des travaux de niveau BAC+3 à orientation recherche dans des domaines paramédicaux plus confidentiels. Le portail DUMAS est hébergé par HAL, principale base de la recherche en France développée par le Centre pour la communication scientifique directe (CCSD), organe du CNRS. Le dépôt dans DUMAS est nécessairement institutionnel. DUMAS, dont 100% des dépôts sont accessibles en texte intégral, s'inscrit dans le mouvement international en faveur du libre accès.

## Histoire
Entre 2006 et 2008, le portail DUMAS est conçu pour être mutualisé au sein de la bibliothèque de l’UFR Sciences Humaines de l’université Grenoble-II. Il passe en production en mai 2008. D'abord alimenté par les bibliothèques des composantes de l'université Grenoble Alpes, il est progressivement rejoint par d'autres structures d'enseignement supérieur et de recherche. En 2025, une quarantaine de grandes écoles, écoles spécialisées et 54 universités françaises ont ouvert un dépôt institutionnel dans DUMAS qui accueille, la même année, les dépôts de la première université internationale de langue française, l'université Senghor d'Alexandrie (Égypte).
En mars 2020, 28000 documents sont consultables en texte intégral. En février 2025, le portail compte plus de 66000 documents en texte intégral.

## Une archive ouverte pour les mémoires
Les mémoires peuvent être recherchés sur le catalogue ou par rubriques (types de document, année, domaines scientifiques, derniers dépôts, etc.). Une condition préalable à la publication sur DUMAS est que le travail a été approuvé pour publication en raison de sa qualité scientifique. Le dépôt, l'ajout des métadonnées et la mise en ligne sont ensuite opérés par les centres de documentation et de recherches ou directement par l’université de soutenance. Le dépôt d'un travail de recherche sur la plateforme Dumas est donc nécessairement institutionnel.
En outre, il existe un certain nombre d’initiatives de la part de chaque université, comme DUNE (Dépôt universitaire numérique des étudiants) à Angers ou PETALE (Publications et travaux académiques de Lorraine) à l’Université de Lorraine.
Les mémoires de Masters contiennent également des connaissances précieuses et utiles à leurs pairs, comme à toute la communauté scientifique. D’abord, parce que les mémoires peuvent faire la synthèse de travaux de recherche plus avancés et proposer des bibliographies et des pistes de réflexions utiles. Ensuite, ils rendent compte, à l’issue d’un stage par exemple, d’expérimentations concrètes et d’observations précieuses et proches du terrain. Enfin, les mémoires qui mettent en œuvre des méthodologies et des pédagogies, de façon toujours particulière, ne seront pas sans intérêt pour les étudiants et les enseignants.

## Les liens avec HAL
DUMAS est hébergé par la plate-forme Open Archive qui est utilisée pour les publications scientifiques HAL (Hyper article en ligne). La base est moissonnée selon le protocole OAI-PMH qui assure l’échange des données entre les portails d’archives ouvertes -par plusieurs outils de recherche dans les archives ouvertes : la plateforme Isidore, Bielefeld Academic Search Engine (BASE), ou COnnecting REpositories (en) (CORE) intègrent ainsi les mémoires.
L'articulation entre HAL et DUMAS devrait davantage être questionnée car pour l'instant, le mémoire sur DUMAS n'est pas listé sur les publications du CV HAL d'un chercheur.